# Odó Fonoll i Guarda
Odó (Ot) Fonoll i Guarda (La Seu d'Urgell, 1810 – Barcelona, 8 de març de 1875) fou un pedagog i lingüista català.

## Biografia
Odó Fonoll fou una rellevant personalitat de la pedagogia catalana del segle xix. Estudià retòrica i filosofia. Essent mestre a la Seu, la Diputació de Lleida el becà a l'Escola Normal de Madrid per estudiar el mètode d'ensenyament mutu de Joseph Lancaster, dins un pla d'estendre aquesta metodologia per tot l'estat. Fonoll esdevingué així deixeble de Pablo Montesino, director i professor de pedagogia d'aquella primera Normal de mestres i convençut de la formació dels mestres i la renovació metodològica com a elements fonamentals d'un sistema educatiu. Orientació que va fer seva Odó Fonoll al llarg de la seva vida.
De retorn a Lleida fou comissionat per instaurar l'Escola Normal de Mestres d'aquesta ciutat inaugurada el 26 de novembre del 1841. De la qual en fou el primer director. La notable tasca de renovació educativa portada a terme per Fonoll a Lleida mereix els elogis de Pascual Madoz al seu Diccionario estadístico.
El 1849 assumí la direcció de l'Escola Normal de Barcelona. Fonoll s'hagué d'enfrontar amb el greu problema de la manca d'una ubicació adequada per l'Escola Normal barcelonina. Situació que, des de la seva creació, demandava una solució per part de la Diputació i el Rectorat de la Universitat dels quals en depenia legalment. Entitats que mantingueren vers la Normal un oblit manifest. Tot i això, Fonoll posa els seus alumnes en contacte amb els avenços educatius, porta a terme sortides i visites o organitza l'ensenyament de l'educació física i la música.
Durant l'època de supressió de les Escoles Normals, durant la Dècada moderada (1844-1854), s'incorporà com a catedràtic de pedagogia a l'Institut de Segons Ensenyaments de Barcelona. Retornà després a la direcció de l'Escola Normal.
Dirigí l'escola de l'Ateneu Català de la Classe Obrera inaugurat el 1862 sota l'influx del partit progressista. Fou destacat president de la Societat Barcelonina d'Amics de la Instrucció i membre de la Societat d'Amics del País de Lleida i de Barcelona.
Procurà sistematització dels continguts de la formació dels mestres que aplegà en publicacions com Nociones de sistemas y métodos de enseñanza de 1860. Llibre que assolí un notable ressò per la seva utilitat i que conegué diverses edicions.
Es preocupà pel conflicte que provocava una escola que es produïa en castellà per disposició legal en un país majoritàriament monolingüe com era el Principat. En aquesta línia publica un Mètodo pràctico para la enseñanza de la lengua castellana en Catalunya, una mostra ben reeixida del que s'ha denominat el bilingüisme escolar. Tot i que l'objectiu era instrumental per millor aprendre el castellà, no deixa de ser un gest de realisme que culminarà, anys més tard, en les conclusions del Congrés Nacional Pedagògic de 1888.
Entre les contribucions de Fonoll com a lingüista, destaca la seva Guía del lenguaje o síntesis de la gramática la utilitat de la qual demosten les set edicions que es publicaren entre 1871 i 1925, les cinc darreres en col·laboració amb Antonio Anguiz.
Fonoll fou un dels precursors de la història de l'educació amb treballs com el publicat a El Monitor de Primera Enseñanza sobre l'educació primària a Espanya o la monografia, de 1869, sobre Antoni Rispa, renovador de l'ensenyament de sordmuts.
Morí, al 65 anys, el 8 de març de 1875. En complir-se el primer aniversari de la seva mort, la Societat Barcelonina d'Amics de la Instrucció l'homenatjà amb una necrologia que pronuncià Salvador Mestres i Llonga.

## Obra
- Nociones de sistemas y métodos de enseñanza, con unos ligeros principios de educación, para el régimen y dirección de las escuelas de niñas, Joan Bastinos, Barcelona, 1860.
- Método práctico para la enseñanza de la lengua castellana en Cataluña, Barcelona: Preceptora, 1862.
- Conocimientos para completar el estudio de la gramática castellana. Barcelona: Tomàs Gorchs, 1871.
- Guía del lenguaje o síntesis de la gramática. Colección de homónimos, sinónimos, galicismos, refranes y frases figuradas de la lengua castellana, con otras latinas que se usan comúnmente, Juan Bastinos e hijo, Barcelona, 1872.
- Clave gramatical, Método teórico-práctico para enseñar el lenguaje castellano, Barcelona: Francesc d' A. Valls i Ronquillo, 1874.